# Eisenberg (Allgäu)
Eisenberg település Németországban, azon belül Bajorországban. Lakosainak száma 1237 fő (2023. december 31.). Eisenberg Füssen községgel határos.

## Népesség
A település népessége az elmúlt években az alábbi módon változott:
| Lakosok száma | 458  | 767  | 714  | 870  | 1186 | 1187 | 1180 | 1183 | 1216 | 1237 |
|               | 1875 | 1950 | 1975 | 1987 | 2012 | 2014 | 2016 | 2017 | 2021 | 2023 |